# Ansible (software)
Ansible é uma ferramenta de TI de código aberto para gerenciar, automatizar, configurar servidores (tipo Unix e Microsoft Windows) e, implantar aplicativos, a partir de uma localização central (normalmente de um sistema Unix). Ele inclui sua própria linguagem declarativa para descrever a configuração do sistema. O Ansible foi desenvolvido por Michael DeHaan e adquirido pela Red Hat em 2015. 
O Ansible não possui agente, conectando-se temporariamente (de um para muitos clientes) remotamente via SSH ou Windows Remote Management (permitindo a execução remota do PowerShell) para executar suas tarefas. É necessário somente ter o Python2 instalado no cliente como único requisito.